# Ernst Heinrich Schmauser
Ernst-Heinrich Schmauser (Hof, 18 gennaio 1890 – Altenrode, 10 febbraio 1945) è stato un militare tedesco, SS-Obergruppenführer, generale di polizia e delle Waffen-SS, SS- und Polizeiführer di Breslavia e membro del Reichstag per il NSDAP.

## Biografia
Schmauser nacque figlio di un mercante. Frequentò la scuola elementare e la scuola secondaria a Hof, poi la scuola secondaria a Bayreuth. Dopo essersi diplomato al liceo, intraprese la carriera di ufficiale facendo parte per un anno del 11º reggimento di fanteria bavarese von der Tann a Ratisbona; divenne quindi cadetto nel 9º reggimento di fanteria n. 133 dell'esercito sassone a Zwickau.
Dopo l'addestramento presso la scuola di guerra di Hannover, prese parte alla prima guerra mondiale dal 1914 al 1918 come comandante di compagnia e combatté con i reggimenti di fanteria n. 133 e 183 sul fronte occidentale. Fu ferito tre volte e ricevette entrambe le classi della Croce di Ferro, del Distintivo per feriti in Argento e della Croce di Cavaliere di Seconda Classe dell'Ordine di Albrecht con Spade. Il 9 novembre 1915 ricevette anche la Croce di Cavaliere dell'Ordine Militari di Sant'Enrico.
Nel 1919 Schmauser si ritirò dal servizio attivo con il grado di capitano, con il permesso di continuare ad indossare l'uniforme del 133º Reggimento di Fanteria.
Dal 1919 al 1933 Schmauser lavorò in banca come cassiere a Zwickau. Si sposò nel 1921 e dal matrimonio nacquero due figli. Schmauser appartenne al Völkisch-Social Bloc dal 1924 e divenne capo delle SA a Zwickau. All'inizio del marzo 1930 si unì all'NSDAP, numero di iscrizione 215.704, e fu accettato nelle SS il 14 ottobre 1930 con il grado di SS-Sturmbannfuhrer, numero 3.359, in cui nell'aprile 1937 avanzò a SS-Obergruppenfuhrer. Da metà dicembre 1930 fu a capo della SS-Brigade 7 in Sassonia e dall'agosto 1932 della SS-Abschnitt XVI.
Alle elezioni del Reichstag del luglio 1932, Schmauser fu eletto come candidato NSDAP per il collegio elettorale 20 di Lipsia, di cui fu membro fino al novembre 1932. Nelle elezioni del Reichstag del novembre 1932, Schmauser perse il suo mandato. Un anno dopo, nel novembre 1933, Schmauser tornò in parlamento come membro del NSDAP, dove appartenne successivamente fino alla sua morte nel febbraio 1945. Nel Reichstag Nazionalsocialista, rappresentò prima (novembre 1933 - febbraio 1936) il collegio elettorale 24 Alta Baviera-Svevia, poi il collegio elettorale 26 Franconia (29 marzo 1936 - febbraio 1945).

## Periodo del nazionalsocialismo (dal 1933 al 1945)
Alla fine di luglio 1933, su richiesta di Heinrich Himmler, Schmauser lasciò il suo lavoro e assunse la guida della SS-Oberabschnitts Süd, con sede a Monaco. Il 1º aprile 1936 fu nominato SS-Oberabschnittsführer Main con sede a Norimberga. Dal 20 maggio 1941, durante la seconda guerra mondiale, Schmauser fu un SS-Obergruppenfuhrer e SS- und Polizeiführer a Breslavia, in seguito anche comandante della SS-Oberabschnitts Süd-Ost.
Schmauser accompagnò Himmler durante le sue visite al campo di concentramento di Auschwitz del 1º marzo 1941 e della metà di luglio 1942. Il 17 luglio 1942, Himmler e Schmauser assistettero all'assassinio di alcune persone con il gas nel Bunker II. La sera stessa, Schmauser partecipò a un ricevimento tenuto dal Gauleiter Fritz Bracht per Himmler, dove parteciparono anche il comandante del campo Rudolf Höß, Hans Kammler e Joachim Caesar.
Il 20 gennaio 1945, poco prima che l'Armata Rossa liberasse il campo di concentramento di Auschwitz (avvenuta il 27 gennaio) Schmauser ordinò l'omicidio di migliaia di prigionieri: 700 prigionieri di Auschwitz-Birkenau e di altri sottocampi furono presi e assassinati dalle unità speciali delle SS. Quasi 8.000 detenuti sfuggirono alla morte perché le SS preferirono salvarsi loro stessi piuttosto che eseguire gli ordini.
Schmauser, che era stato generale della polizia dall'aprile 1941, fu nominato generale delle Waffen-SS il 1º luglio 1944. Il 10 febbraio 1945, stava guidando verso Breslavia quando le truppe tedesche vicino ad Altenrode gli fecero notare che i carri armati sovietici avevano già interrotto il collegamento stradale. Schmauser non credette all'avvertimento e proseguì, da allora è stato considerato disperso: si ritiene che sia caduto nelle mani dell'Armata Rossa e sia stato fucilato immediatamente o successivamente durante la prigionia.